# Globicephala
Genre
Répartition géographique
Statut CITES
Les globicéphales (Globicephala) sont un genre de cétacés odontocètes de la famille des delphinidés (les dauphins océaniques). Ils sont parfois appelés « dauphins-pilotes » car on les voit fréquemment dans le sillage ou à l’étrave des navires (en anglais pilot whale).  Dauphins au melon frontal fortement développé, ce sont des animaux sociaux qui se déplacent le plus souvent en bandes pouvant aller d'une dizaine à plusieurs centaines d'individus.
Ces animaux sont en danger dans certaines parties du monde pour plusieurs raisons :
- la pêche intensive,
- la perturbation des écosystèmes marins,
- les collisions avec les bateaux,
- la captivité dans des parcs à thème marin.

## Classification

### Liste des espèces actuelles
Selon ITIS (10 février 2017) et Mammal Species of the World (version 3, 2005)  (10 février 2017):
- Globicephala macrorhynchus Gray, 1846 - le Globicéphale tropical
- Globicephala melas (Traill, 1809) - le Globicéphale noir

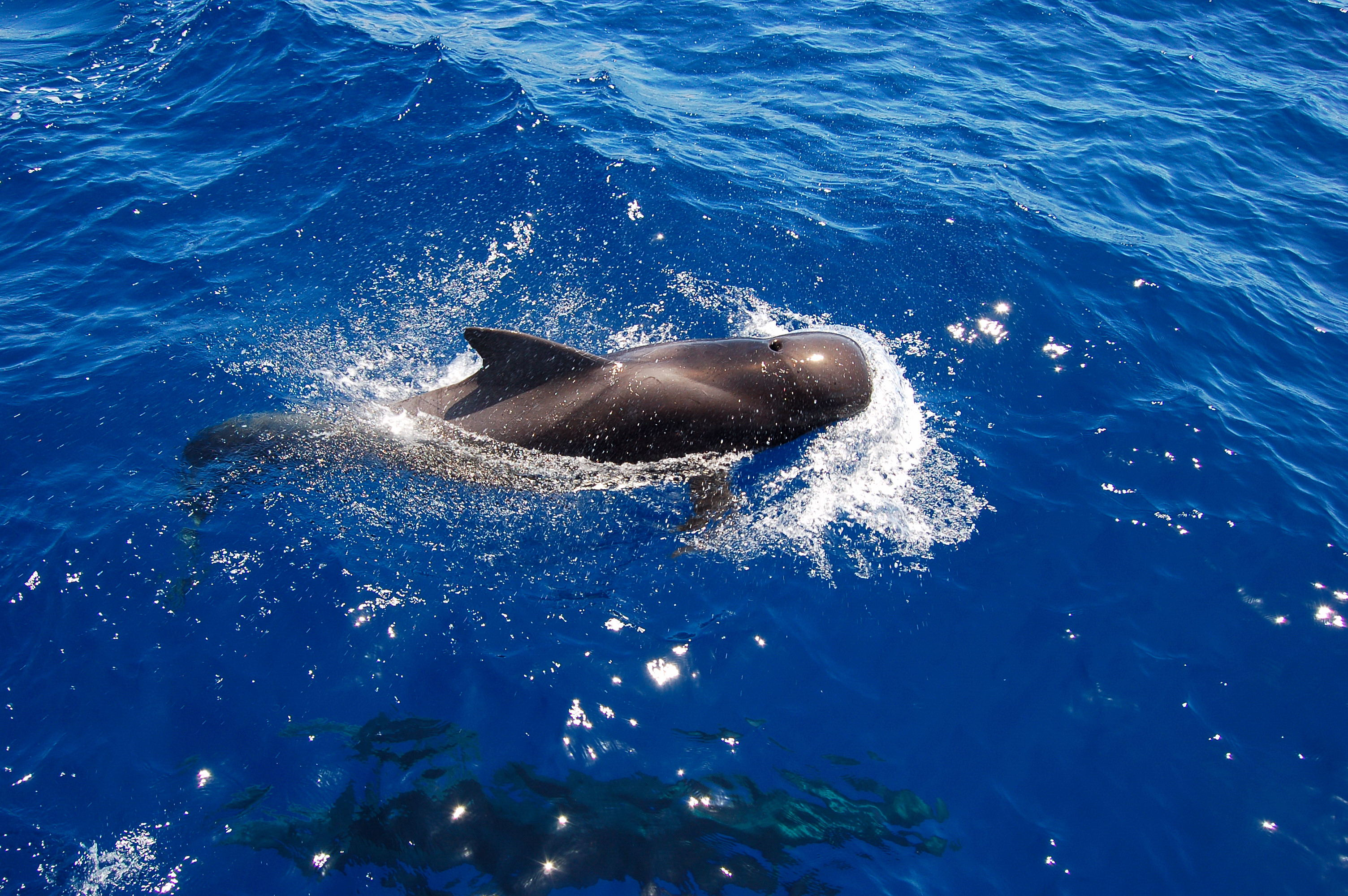
Globicephala macrorhynchus
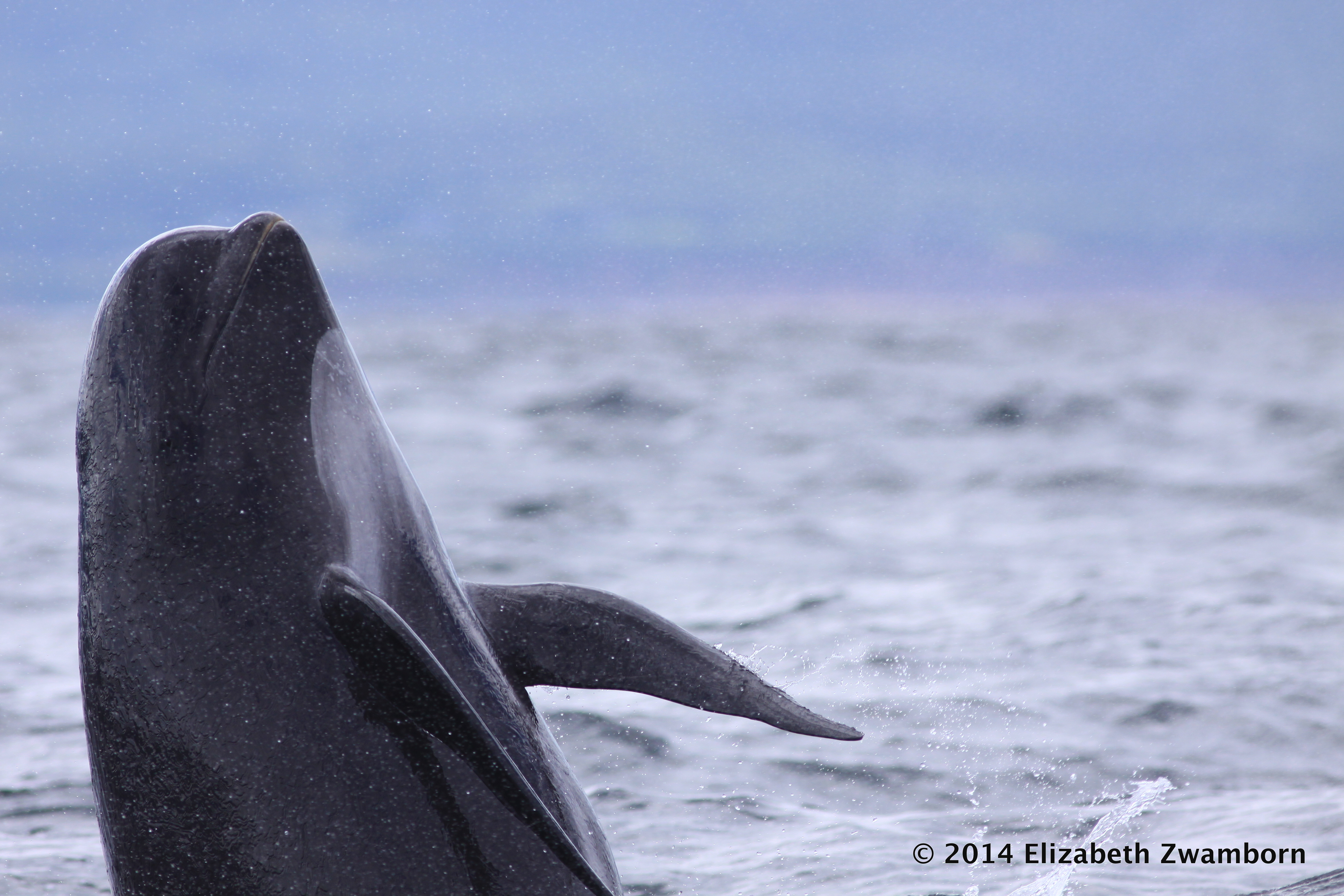
Globicephala melas

### Liste des espèces éteintes
Selon Paleobiology Database (février 2017):
- † Globicephala etruriae Pilleri, 1987
- † Globicephalus karsteni Olfers, 1839
- † Globicephala uncidens Lankester, 1864